# Râul Podul Popii
Râul Podul Popii este un curs de apă, afluent al râului Bașeu. 